# Dwight H. Little
Dwight Hubbard Little (Cleveland (Ohio), 13 januari 1956) is een Amerikaanse filmregisseur. Hij is het bekendst door zijn films Halloween 4: The Return of Michael Myers, The Phantom of the Opera, Marked for Death, Rapid Fire en Murder at 1600. Hij heeft ook afleveringen van The X Files, Millennium, 24, Prison Break en Castle geregisseerd.

## Filmografie
- 1986 - Getting Even
- 1986 - KGB: The Secret War
- 1988 - Bloodstone
- 1988 - Freddy's Nightmares
- 1988 - Halloween 4: The Return of Michael Myers
- 1989 - The Phantom of the Opera
- 1990 - Marked for Death
- 1992 - Rapid Fire
- 1992 - Free Willy 2: The Adventure Home
- 1993 - Ground Zero: Texas
- 1993 - The X-Files
- 1996 - Millennium
- 1997 - Murder at 1600
- 1997 - The Practice
- 2000 - Papa's Angels
- 2001 - Deep Blue
- 2001 - 24
- 2001 - Boss of Bosses
- 2004 - Anacondas: The Hunt for the Blood Orchid
- 2005 - Prison Break
- 2005 - Just Legal
- 2005 - Bones
- 2005 - The Inside
- 2005 - Law & Order: Trial by Jury
- 2006 - Vanished
- 2006 - Day Break
- 2008 - Prison Break
- 2008 - Dollhouse
- 2009 - Tekken
- 2009 - Castle
- 2011 - Nikita

- Biblioteca Nacional de España: XX1062280
- Bibliothèque nationale de France: cb14018189q (data)
- Gemeinsame Normdatei: 1060859122
- International Standard Name Identifier: 0000 0000 6301 4101
- Library of Congress Control Number: no98075278
- Nationale Bibliotheek van Tsjechië: jx20050415032
- Nationale Bibliotheek van Israël: 987007379474405171
- Nationale Bibliotheek van Polen: a0000001247391
- Nederlandse Thesaurus van Auteursnamen: 142942499
- SNAC: w6wb8xb1
- Système universitaire de documentation: 171945085
- Virtual International Authority File: 10046465
- WorldCat: E39PBJvXkTYFhwhXtMrTK9Qcyd